# Secret Ambition
Secret Ambition — пятнадцатый сингл японской певицы и сэйю Наны Мидзуки, выпущенный 18 апреля 2007 года на лейбле King Records.
Песня SECRET AMBITION — первая открывающая композиция аниме Magical Girl Lyrical Nanoha StrikerS. Трек Heart-sharped chant — тема из видеоигры Shining Wind.
Сингл поднялся до второго места японского национального чарта Oricon. Было продано 75,256 копий сингла.

## Список композиций
| #  | Название                          | Слова           | Музыка                            | Аранжировка                       | Длина |
| -- | --------------------------------- | --------------- | --------------------------------- | --------------------------------- | ----- |
| 01 | SECRET AMBITION                   | Нана Мидзуки    | Тиёмару Сикура                    | Хитоси Фудзима (Elements Garden)  | 04:24 |
| 02 | Heart-shaped chant                | Нана Мидзуки    | Нориясу Агэмацу (Elements Garden) | Нориясу Агэмацу (Elements Garden) | 05:12 |
| 03 | Level Hi!                         | Тисато Нисимура | Синъя Сайто                       | Синъя Сайто                       | 03:43 |
| 04 | SECRET AMBITION (without NANA)    | Нана Мидзуки    | Тиёмару Сикура                    | Хитоси Фудзима (Elements Garden)  | 04:24 |
| 05 | Heart-shaped chant (without NANA) | Нана Мидзуки    | Нориясу Агэмацу (Elements Garden) | Нориясу Агэмацу (Elements Garden) | 05:12 |
| 06 | Level Hi! (without NANA)          | Тисато Нисимура | Синъя Сайто                       | Синъя Сайто                       | 03:43 |

## Чарты
| Чарт                  | Место | Продажи | Время в чарте |
| --------------------- | ----- | ------- | ------------- |
| Oricon Weekly Singles | #2    | 75,256  | 19 недель     |